# Rober Calzadilla
Rober Calzadilla (Maturín, 1975) es un cineasta y actor venezolano, reconocido principalmente por haber dirigido la película de 2016 El Amparo.

## Carrera
Calzadilla realizó su formación actoral en la Escuela de Artes Escénicas Juana Sujo y más adelante en la Escuela de Artes vinculada a la Universidad Central de Venezuela. Logró reconocimiento en su país en 2013 con la película El país de Abril, estrenada en Venezuela el 30 de mayo. Tres años después finalizó su segundo largometraje, El Amparo, basada en hechos reales ocurridos en la frontera entre Colombia y Venezuela en 1988, en la que 14 pescadores fueron asesinados por el ejército venezolano al confundirlos con guerrilleros colombianos.
El Amparo, producción colombovenezolana, ganó una gran cantidad de premios y reconocimientos a nivel internacional, entre los que destacan mejor película y mejor guion en la Muestra Internacional de Cine de São Paulo, el premio del público en los festivales de Bogotá, Biarritz y Milán y el premio en la categoría de mejor película en los festivales de Venezuela y Marsella. En 2018 ejerció como director de casting en el cortometraje Dogma y el largometraje La familia, y un año después como productor de la cinta Un país imaginario donde los perros comen flores, que se encuentra en proceso de posproducción.

## Plano personal
El cineasta se encuentra luchando en la actualidad contra el cáncer de pulmón. El 28 de enero de 2019 tuvo que ser internado en una clínica de Caracas por un problema respiratorio, y allí se le diagnosticó la enfermedad.

## Filmografía

### Como director
- 2016 - El Amparo
- 2013 - El país de Abril
- 2009 - Masacre de El Amparo: 20 años de impunidad

### Director de casting
- 2018 - Dogma (cortometraje)
- 2017 - La familia

### Como productor
- 2020 - Un país imaginario donde los perros comen flores
- 2016 - El Amparo